# Tripuente
Tripuente är en ort i Mexiko.   Den ligger i kommunen Pisaflores och delstaten Hidalgo, i den sydöstra delen av landet, 200 km norr om huvudstaden Mexico City. Tripuente ligger 602 meter över havet och antalet invånare är 323.
Terrängen runt Tripuente är kuperad åt nordost, men åt sydväst är den bergig. Runt Tripuente är det ganska tätbefolkat, med 90 invånare per kvadratkilometer. Närmaste större samhälle är Tamazunchale, 17,0 km öster om Tripuente. I omgivningarna runt Tripuente växer i huvudsak städsegrön lövskog.